# Eridson
Eridson Mendes Umpeça, dit Eridson, né le 25 juin 1990 à Bissau en Guinée-Bissau, est un footballeur international bissaoguinéen. Il évolue au poste de défenseur.

## Biographie

### Carrière en équipe nationale
Eridson joue son premier match en équipe nationale le 9 février 2011 lors d'un match amical contre la Gambie (victoire 3-1). 
Au total, il compte 10 sélections et 0 but en équipe de Guinée-Bissau depuis 2011.

## Palmarès
- Avec le Belenenses :
  - Champion du Portugal de D2 en 2013

## Statistiques
| Saison                | Club                  | Championnat           | Championnat | Championnat | Coupe(s) nationale(s) | Coupe(s) nationale(s) | Guinée-Bissau | Guinée-Bissau | Total | Total |
| Saison                | Club                  | Division              | M.          | B.          | M.                    | B.                    | M.            | B.            | M.    | B.    |
| 2009 - 2010           | Tourizense            | II Divisão            | 23          | 0           | -                     | -                     | -             | -             | 23    | 0     |
| 2010 - 2011           | Tourizense            | II Divisão            | 25          | 0           | -                     | -                     | 2             | 0             | 27    | 0     |
| 2011 - 2012           | Paços de Ferreira     | Primeira Liga         | 6           | 0           | 1                     | 0                     | 3             | 0             | 10    | 0     |
| 2011 - 2012           | Portimonense          | Segunda Liga          | 11          | 2           | 1                     | 0                     | 1             | 0             | 13    | 2     |
| 2012 - 2013           | Belenenses            | Segunda Liga          | 4           | 0           | -                     | -                     | -             | -             | 4     | 0     |
| 2013 - 2014           | Atlético CP           | Segunda Liga          | 23          | 0           | 3                     | 0                     | 4             | 0             | 30    | 0     |
| 2014 - 2015           | Académico Viseu       | Segunda Liga          | 35          | 1           | 2                     | 0                     | -             | -             | 37    | 1     |
| Total sur la carrière | Total sur la carrière | Total sur la carrière | 127         | 3           | 7                     | 0                     | 10            | 0             | 144   | 3     |